# 존 퀸시 애덤스
존 퀸시 애덤스(영어: John Quincy Adams, [dʒɑn ˈkwɪnzi ˈædəmz], 1767년 7월 11일 ~ 1848년 2월 23일)는 미국의 정치인 가문이자, 정치인이다. 미합중국 제6대 대통령(1825~29)이다.
북서 태평양 지역의 영토인 워싱턴 준주와 플로리다 준주를 매입했다. 먼로 독트린을 만들자고 먼로에게 앞장섰다. 1828년 대통령 선거에서 앤드루 잭슨에게 패한 뒤 20년 간 죽을 때까지 국회의원(M.P.)으로 활동하였다.

## 어린 시절
미국 제2대 대통령 존 애덤스의 자녀 중에 둘째이자 맏아들로 매사추세츠 만 식민지 퀸시에서 태어났다. 1770년대에 부친은 대륙 의회에 참석하느라 수많은 시간을 가족에게서 떠나있었다. 1778년 의회는 존 애덤스를 프랑스로 보냈다.

### 교육
부친이 외교관으로 지내면서 존 퀸시 애덤스는 파리, 암스테르담, 레이던에 있는 학교에서 수학하였다. 14세 때에 러시아 주재 초대 공사 프랜시스 데이나의 비밀서기로서 상트페테르부르크로 건너갔다. 1783년 부친에 다시 가담하여 부친의 비밀서기를 지냈다. 부친은 영국 주재 공사가 되기도 하였다.
귀국 후에 존 퀸시는 하버드 대학교에 입학하여 1787년에 졸업하였다. 애덤스는 3년 동안 법률을 읽고 1790년 변호사 실습을 시작하였다. 그러나 그는 의뢰인들이 몇명 밖에 안 되어 정치적 저널리즘으로 전향하였다.

## 정치적 경력

### 외교관 시절
1794년 조지 워싱턴은 애덤스를 네덜란드 주재 공사로 임명하였다. 애덤스가 도착한 지 3일 후에 프랑스군이 네덜란드를 침입하여 네덜란드 공화국을 무너뜨렸다. 런던에서 특별 지위에 있을 때 런던의 미국 영사가 된 상인의 딸 루이사 캐서린 존슨(1775~1852)을 만났다.
1796년 워싱턴은 그를 포르투갈 주재 공사로 임명하였으며, 그가 리스본으로 떠나기 전에 부친이 대통령에 당선되었다. 후에 부친에 의하여 프로이센 주재 공사로 임명되었다.

### 애덤스의 가족
베를린으로 떠나기 전에 애덤스는 1797년 루이사와 결혼하였다. 그는 프로이센 주재 공사로서 4년 이상을 지냈다. 애덤스 부부는 4명의 자식들을 두었다 - 루이사 캐서린, 조지 워싱턴, 존 3세, 찰스 프랜시스. 루이사 캐서린은 유년기에 사망하였고, 맏아들 조지 워싱턴 애덤스는 아버지의 대통령 임기 말기인 1829년에 사망하였다. 할아버지의 이름을 딴 존 애덤스 3세는 5년 후에 사망하였다. 찰스 프랜시스는 남북 전쟁 중에 영국 주재 대사를 지냈다.

### 미국 상원 시절
1801년 토머스 제퍼슨이 대통령이 되었다. 애덤스는 곧 귀국하여 1802년 매사추세츠 주의 상원에 선출되었다.
1803년 연방당원들은 미국 상원 자리를 채우기 위하여 애덤스를 선택하였다. 연방당원에 불구하고 그는 가끔 민주공화당과 함께 투표를 하였다. 1807년 미국 의회가 〈통상금지법〉을 통과시키자 자신의 당을 깨뜨렸다. 뉴잉글랜드의 연방당원들은 영국과 통상을 원하였으나, 전체로서 국가에 이익을 얻는 데 믿었던 엠바고를 지지하였다.
매사추세츠 주의 연방당 지도자들은 애덤스가 자기들을 배신한 느낌이 들었다. 1808년 선거가 열리기 몇달 전에 그들은 다른 이를 그의 상원석을 채우는 데 선출하였다. 애덤스는 즉시 사임하여 하버드 대학교에서 수사학의 교수로서 경력을 준비하였다.

### 또다시 외교관
1809년 제임스 매디슨 대통령은 애덤스를 러시아 주재 공사로 임명하였다. 1814년 중순부터 1815년 초순까지 애덤스는 1812년 미영 전쟁을 끝내는 데 영국과 헨트 조약에 협상한 미국의 위원들 중의 하나로 지냈다. 협상은 미국은 물론 외교관으로서 애덤스를 위한 신임을 얻었다.
매디슨 대통령은 그를 영국 주재 대사로 임명하였다. 런던에 있는 동안 애덤스는 미국과 캐나다 국경에 관계를 확실히 하기 위해 논의를 시작하였다. 영국과 미국은 오대호 지역에서 요새들과 군함들의 이용을 멈추는 데 동의하였고, 두 나라들의 국경 지방을 무방비로 놔두었다.

### 국무부 장관
1817년 제임스 먼로 대통령은 애덤스를 자신의 국무부 장관으로 불러들였다. 애덤스는 영국과 오리건 지방을 공동으로 점령하는 데 합의했다. 그는 조용한 스페인이 노스웨스트 준주에 영토를 주장하는 조약을 협상하였고 플로리다주를 합쳤다. 그러나 국무부 장관으로서 그의 가장 중요한 성과는 먼로 독트린을 발전시키는 데 도움을 준 일이다.
애덤스는 이 정책의 첫 선언을 1823년 7월에 실시했다. 그는 러시아 공사에게 "아메리카 대륙은 더 이상 새로운 유럽의 식민지 설립을 위한 주체가 아니다"고 말하였다.
오스트리아, 프로이센, 러시아는 1815년 나폴레옹 제국이 무너진 후 신성 동맹을 맺었다. 나폴레옹 전쟁들이 일어난 후에 중앙아메리카과 남아메리카의 나라들이 스페인 통치에 대항하는 반란을 일으켰다. 1823년 페르난도 7세가 스페인 왕좌를 다시 얻을 때 많은 나라들은 신성 동맹이 스페인에 전 식민지들이 다시 정복당할것 같은 위협을 느꼈다. 영국의 외무 장관 조지 캐닝은 이런 여러 운동에 대항하는 것에 미국이 동참할 것을 요구하였다. 그러나 애덤스는 미국은 자신들의 정책을 만들어야 한다고 주장하였다.

## 1820년 대통령 선거
1820년, 존 퀸시 애덤스는 민주공화당의 또다른 후보로 나가서 제임스 먼로에게 무려 231:1의 엄청난 대패를 당하고 대통령의 꿈을 접었으나, 4년뒤인 1824년 대통령 선거때 또다시 후보로 나가게 된다.

### 1824년 대통령 선거
많은 미국인들은 애덤스가 대통령으로서 먼로를 따라가야 한다고 믿었다. 매디슨과 먼로는 둘다 국무부 장관을 지내고 대통령이 되었다. 애덤스는 또한 자신이 선출되어야 한다고 느꼈으나 투표를 몰려드는 데 약갼의 일을 하였다.
4명의 민주공화당원들 - 존 C. 칼훈, 헨리 클레이, 윌리엄 H. 크로포드와 앤드루 잭슨이 애덤스를 반대하였다. 칼훈은 빠져나가 부통령에 선출되었다. 잭슨은 99개의 선거 투표를 얻었고, 애덤스는 84개, 크로포드는 41개, 클레이는 37개의 투표를 얻었다. 아무도 다수를 가지지 못하자, 미국 하원은 첫 3명들 중에 하나를 선택해야 하였다. 클레이는 자신의 지지를 애덤스에게 던지자, 애덤스는 대통령에 선출되었다.

## 대통령 임기

### 민주공화당의 분열
하원이 애덤스를 선출하기 전에 잭슨의 부하들은 애덤스가 자신의 지지를 위하여 돌아오는 데 클레이에게 내각 직위를 약속한 것에 고소하였다. 애덤스가 클레이를 국무부 장관으로 임명할 때 의회에서 잭슨의 강력한 부하들은 두 사람을 "부패 계약"을 만든 것에 고발하였다. 이 일은 민주공화당을 분열시켜 애덤스의 단체 "국민공화당"으로 알려지게 되었다. 잭슨의 단체는 다음 4년 동안 애덤스와 싸웠다.

### 의회에 의한 거절
애덤스는 완공되지 않은 캐피톨의 상원 의회에서 취임 연설을 가졌다. 이 연설과 의회에 첫 전갈에서 그는 국내 향상들의 야망적 프로그램을 제안하였다.
이 프로그램은 고속도로, 운하, 기상 관측소와 국립 대학들의 건설을 포함하였다. 그는 만약 의회가 모든 국민들의 이익을 위한 정부의 권력을 이용하지 않았다면에 절규하였다. 그러나 의회의 다수는 동의하지 않았다. 정부와 과학의 협력을 위한 애덤스의 희망들은 그의 일생 이후까지 현실되지 않았다.

### 증오의 관세
1828년 수많은 뉴잉글랜드의 주들에서 제조업이 농업을 가장 최고의 활동으로 대신하였다. 이 주들은 수입품에 높은 관세를 찬성하였다. 그러나 높은 관세는 남부의 농부들이 수입품에 더 많이 낼 것으로 예상되었다. 남부의 지도자들은 낮은 관세와 자유 무역을 원하였다.
의회에서 잭슨의 지지자들은 제조품에 높은 임무들을 놓은 관세 의안을 썼다. 그 의안은 뉴잉글랜드 주민들마저 반대하는 데 기대될 수 있는 가장 높은 원료에 임무를 늘이기도 하였다. 모두를 위해 놀랍게 충분한 뉴잉글랜드 주민들이 의안을 통과시키는 데 투표하였다. 이 "증오의 관세"는 남부에서 독한 노여움을 발생시켰다.

### 1828년 대통령 선거
애덤스는 인기를 얻지 못하였으며, 아마 그의 냉담한 매너의 이유였으라 숙고된다. 그는 잭슨과 그의 부하들이 자신을 공격할 때 자신을 방어하는 데 노력을 하지 않았다.
동시에 잭슨이 위대한 인기를 얻었으며, 1828년 대통령 선거에서 잭슨과 러닝메이트 칼훈 부통령이 178석의 투표를 얻었다. 애덤스와 재무 장관 리처드 러시는 83석에 그쳤다.

## 의회로 복귀

### 하원 선거
애덤스는 다시 퇴직 생활을 계획하였으나, 퀸시의 시민들은 그가 1830년 의회를 위한 선거에 나가길 원하였다. 1831년 하원에 선출되어 17년 동안 그 직에 있었다.
애덤스는 하원의 외교 정세 위원회와 제조업 위원회의 회장을 지냈다. 그러나 그는 당 정치의 독립을 남겼다. 그는 미국의 두 번째 은행에 반대하는 잭슨 대통령에 대항하였다. 그는 잭슨의 텍사스 공화국의 독립을 인정하는 정책에 반대하기도 하였다. 그러나 애덤스는 잭슨의 외교 정책과 주가 국가의 법률에 따르지 않음에 엄격한 저항을 하였다.

### 토론 금지령
애덤스의 가장 위대한 공동적 역할은 노예 제도에 관한 토론이 열릴 동안에 있었을 것이다. 노예 폐지론자들은 컬럼비아 특별구에서 노예 제도가 폐지되는 주장을 하는 데 의회에 많은 청원서들을 보냈다. 이 청원서들은 법률 창시자들의 시기들을 수없이 가져갔다.
1836년 하원은 청원서들이 바닥에서 읽혀지는 데 "토론 금지령"이라 불리는 결의들 중에 처음을 도입하였다. 애덤스는 이 법률들이 자유적인 연설과 청원의 헌법적인 권리들에 폭력이 가해질 것이라고 믿었다. 그는 하원에서 토론 금지령을 반대하는 것에 대항 강하게 비난하였으나, 그는 결국 1844년 그것들이 폐지되는 데 성공하였다.
애덤스는 전쟁 중에 노예들을 해방시키는 정부의 권리를 역설한 첫 의원이었다. 에이브러햄 링컨 대통령은 애덤스의 논의에 노예 해방 선언 기초를 두었다.

### 아미스타드호 사건
애덤스는 1841년 미국 대법원 앞에서 아미스타드호 사건을 변호함으로써 노예제 폐지를 주장하는 신념을 보였다. 반란자들은 백인 노예상인들에게 잡혀서 노예로 된 아프리카 흑인들이었다. 1839년 그들은 카리브해에서 "라 아미스타드"라고 불리는 배에서 노예사냥꾼을 공격하였다. 그들은 두 명의 백인들을 죽이고,노예선을 장악하였다. 흑인노예들은 살인과 폭동으로 체포되었다. 그들의 재판은 대법원에서 열였으며, 애덤스 변호사는 강하게 피고를 변호하고 모든 사람들은 신체의 자유가 있다고 논의하였다. 반란자들은 무죄가 선언되었다.

## 사망
1848년 2월 21일 애덤스는 하원에서 뇌출혈로 쓰러졌다. 상태가 악화되어 연설자의 방으로 옮겨졌다가 이틀 후에 사망하였다. 향년 81세.
그는 매사추세츠주 퀸시의 퍼스트 유니테리언 교회의 묘지에 안장되었다. 부인 루이사 여사도 1852년 5월 15일에 사망하여 남편 곁에 묻혔다. 후에 그들의 유해는 교회의 토굴로 옮겨졌다.

## 역대 선거 결과
| 선거명      | 직책명                           | 대수 | 정당       | 득표율 | 득표수 (선거인단)       | 결과 | 당락                       |
| ----------- | -------------------------------- | ---- | ---------- | ------ | ----------------------- | ---- | -------------------------- |
| 1802년 선거 | 하원의원 (매사추세츠 제1선거구)  | 8대  | 연방당     | 49.21% | 1,839표                 | 2위  | 낙선                       |
| 1803년 선거 | 상원의원 (매사추세츠 제1부)      | 8대  | 연방당     | 33.46% | 86표                    | 1위  | 매사추세츠주 상원의원 당선 |
| 1820년 선거 | 미국의 대통령                    | 5대  | 민주공화당 | 0%     | 0표 (1명)               | 2위  | 낙선                       |
| 1824년 선거 | 미국의 대통령                    | 6대  | 민주공화당 | 31.95% | 116,296표 (84명) (87표) | 1위  |                            |
| 1828년 선거 | 미국의 대통령                    | 7대  | 국민공화당 | 43.63% | 500,897표 (83명)        | 2위  | 낙선                       |
| 1830년 선거 | 하원의원 (매사추세츠 제11선거구) | 22대 | 국민공화당 | 74.77% | 1,811표                 | 1위  | 매사추세츠주 하원의원 당선 |
| 1832년 선거 | 하원의원 (매사추세츠 제12선거구) | 23대 | 국민공화당 | 78.40% | 2,592표                 | 1위  | 매사추세츠주 하원의원 당선 |
| 1834년 선거 | 하원의원 (매사추세츠 제12선거구) | 24대 | 국민공화당 | 86.29% | 3,234표                 | 1위  | 매사추세츠주 하원의원 당선 |
| 1836년 선거 | 하원의원 (매사추세츠 제12선거구) | 25대 | 휘그당     | 83.31% | 3,125표                 | 1위  | 매사추세츠주 하원의원 당선 |
| 1838년 선거 | 하원의원 (매사추세츠 제12선거구) | 26대 | 휘그당     | 59.23% | 4,100표                 | 1위  | 매사추세츠주 하원의원 당선 |
| 1840년 선거 | 하원의원 (매사추세츠 제12선거구) | 27대 | 휘그당     | 54.60% | 5,948표                 | 1위  | 매사추세츠주 하원의원 당선 |
| 1841년 선거 | 상원의원 (매사추세츠 제2부)      | 27대 | 휘그당     | 0.74%  | 3표                     | 3위  | 낙선                       |
| 1842년 선거 | 하원의원 (매사추세츠 제8선거구)  | 28대 | 휘그당     | 51.86% | 5,996표                 | 1위  | 매사추세츠주 하원의원 당선 |
| 1844년 선거 | 하원의원 (매사추세츠 제8선거구)  | 29대 | 휘그당     | 57.12% | 8,089표                 | 1위  | 매사추세츠주 하원의원 당선 |
| 1846년 선거 | 하원의원 (매사추세츠 제8선거구)  | 30대 | 휘그당     | 62.23% | 5,765표                 | 1위  | 매사추세츠주 하원의원 당선 |

## 참고 자료
- 이 문서에는 다음커뮤니케이션(현 카카오)에서 GFDL 또는 CC-SA 라이선스로 배포한 글로벌 세계대백과사전의 내용을 기초로 작성된 글이 포함되어 있습니다.